# Nostra Signora di Walsingham

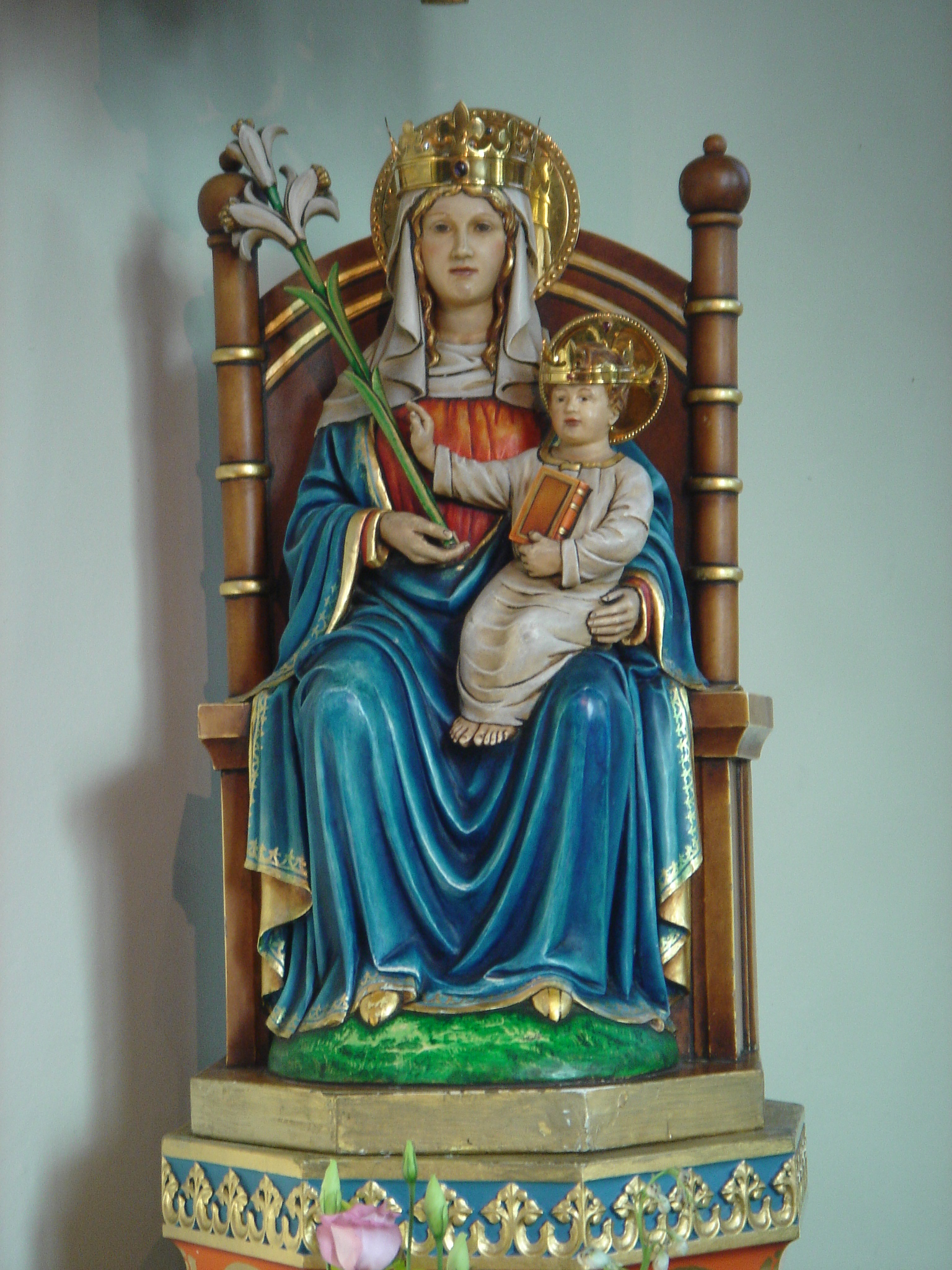
Immagine di Nostra Signora di Walsingham

Nostra Signora di Walsingham è uno degli appellativi che cattolici e numerosi anglicani attribuiscono alla Beata Vergine Maria, madre di Gesù. Il titolo deriva dalla tradizione secondo cui la Vergine apparve in sogno a Richeldis de Faverches, una nobildonna inglese, nel 1061 nel villaggio di Walsingham nel Norfolk, in Inghilterra.

## La storia
La Vergine Maria sarebbe apparsa tre volte in sogno a Lady Richeldis, chiedendole di edificare una copia della "Santa Casa" di Nazareth, dove aveva avuto luogo l'Annunciazione (edificio che sarebbe stato traslato miracolosamente "per il ministero degli angeli" a Loreto, in Italia). La copia divenne un santuario e luogo di pellegrinaggio. Il culto della Vergine di Walsingham è particolarmente diffuso in Inghilterra, nazione di cui è patrona.
Il patronato regio aiutò il santuario a crescere in ricchezza e popolarità, e ricevette visita da vari re (Enrico III, Edoardo II, Edoardo III, Enrico IV, Edoardo IV, Enrico VII, Enrico VIII), e pure da Erasmo da Rotterdam. Al tempo della sua soppressione nel 1538, durante il regno di Enrico VIII, cui seguì il rogo della venerata immagine della Madonna col Bambino, il santuario era diventato uno dei principali luoghi di pellegrinaggio in Inghilterra, insieme a Glastonbury e Canterbury, in particolare quando, a causa di guerre e sconvolgimenti politici, il viaggio per Roma e Santiago di Compostela era difficile.
A partire dal 1921, il sacerdote anglicano Alfred Hope Patten, parroco di Great and Little Walsingham, si batté per riportare in auge la devozione, giungendo fra il 1931 ed il 1938 a ricostruire il santuario, comprendente una replica della Santa Casa e una statua della Vergine col Bambino, che traeva ispirazione da quella raffigurata sul sigillo del convento agostiniano, fondato nel 1153 per la cura spirituale dei pellegrini; il culto della Vergine fra i cattolici inglesi si concentra invece intorno alla cosiddetta Slipper Chapel, costruita nel 1340 come ultima stazione per i pellegrini sulla via di Walsingham e che, a differenza della Santa Casa, sopravvisse alla Riforma protestante.

## Galleria d'immagini

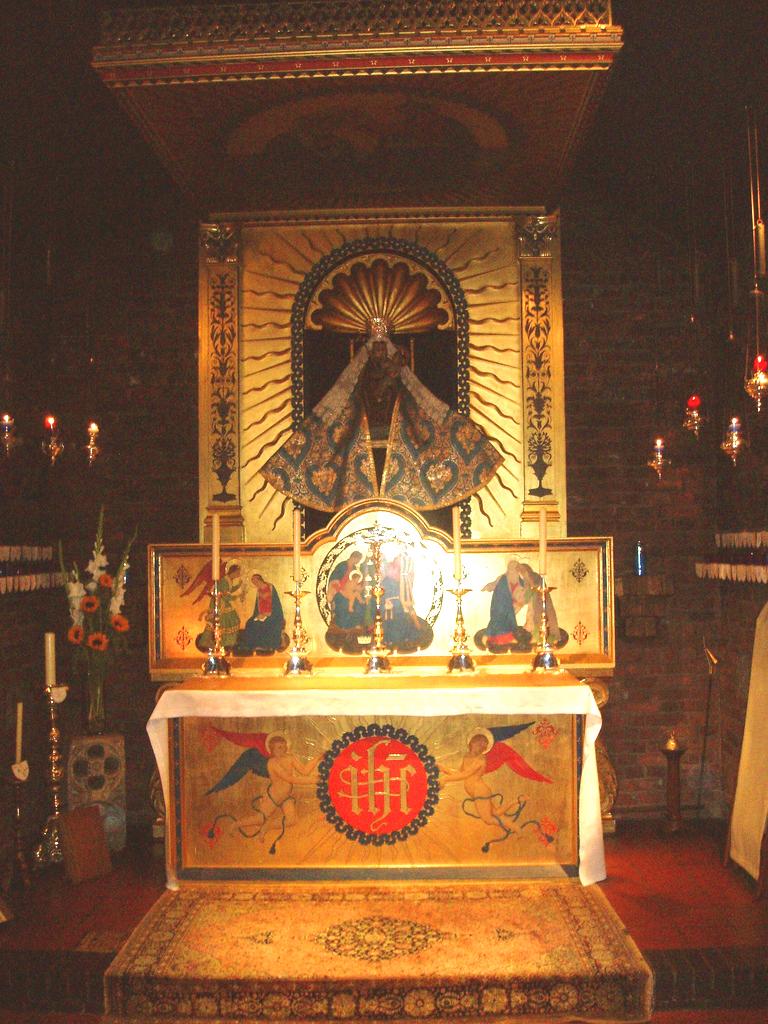
La Santa Casa (Holy House), Santuario Anglicano, Walsingham
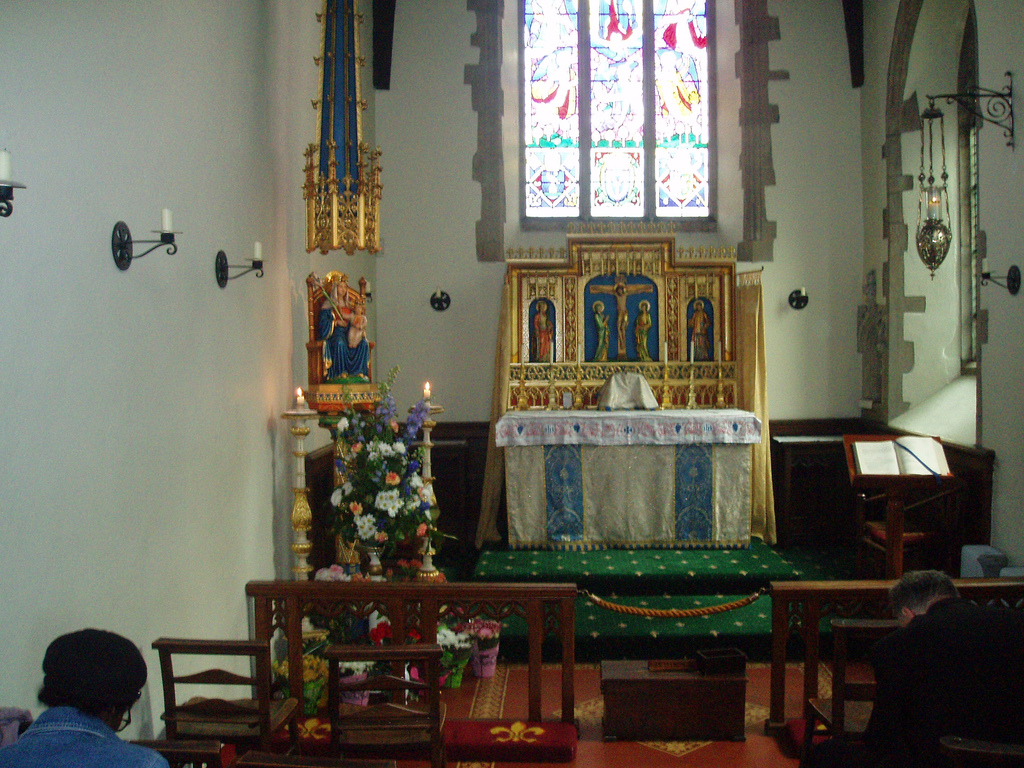
Slipper Chapel, Santuario cattolico, Walsingham